# Condado de Carter (Montana)
El condado de Carter (en inglés: Carter County), fundado en 1917, es uno de los 56 condados del estado estadounidense de Montana. En el año 2000 tenía una población de 1.360 habitantes con una densidad poblacional de 0,16 personas por km². La sede del condado es Ekalaka.

## Geografía
Según la Oficina del Censo, el condado tiene un área total de 8671 km² (3347,9 mi²), de la cual 8651 km² (3340,2 mi²) es tierra y 23 km² (8,9 mi²) (0.26%) es agua.

### Condados adyacentes
- Condado de Powder River - oeste
- Condado de Custer - noroeste
- Condado de Fallon - norte
- Condado de Harding - este
- Condado de Butte - sureste
- Condado de Crook - sur

## Carreteras
- U.S. Highway 212
- Carretera Estatal de Montana 7
- Carretera Estatal de Montana 112

## Demografía
En el 2000 la renta per cápita promedia del condado era de $26,313, y el ingreso promedio para una familia era de $32,262. En 2000 los hombres tenían un ingreso per cápita de $21,466 versus $15,703 para las mujeres. El ingreso per cápita para el condado era de $13,280. Alrededor del 18.10% de la población estaba bajo el umbral de pobreza nacional.

## Comunidades

### Pueblo
- Ekalaka

### Comunidades incorporadas
- Alzada
- Boyes
- Hammond